# Tếch
Tếch hay giá tỵ hoặc cây sao (danh pháp hai phần: Tectona grandis) là một loài cây gỗ lớn trong chi Tectona, cao tới 30–40 m và rụng lá vào mùa khô. Khu vực phân bố là Ấn Độ và Đông Dương.

## Các dạng
- Tectona grandis f. canescens: Ấn Độ
- Tectona grandis f. pilosula: Philippin.
- Tectona grandis f. punctata: Puerto Rico.
- Tectona grandis f. tomenrella: Philippin.

## Mô tả
Cây rụng lá, gốc thường có rãnh và có bạnh. Cao 30 m, đường kính 60–80 cm. Vỏ ngoài màu xám vàng, nứt dọc thành vảy nhỏ, dài và hẹp, thịt vỏ có xơ. Cành non phủ lông hình sao, màu gỉ sắt. Lá hình trái xoan, hình trứng ngược hoặc gần hình tròn, đỉnh nhọn, gốc men trên cuống, mặt trên nhẵn, mặt dưới phủ lông hình sao màu vàng nhạt, dài 20–60 cm, rộng 20–40 cm, gân bên 30-60 đôi. Cuống lá dài 2,5 – 5 cm, có lông hình sao. Cụm hoa lớn hình chùy, gồm những xim ba nhánh, mọc đối. Cánh đài có lông dày đặc, hợp thành ống, trên có răng, mặt ngoài có những tuyến đỏ. Cành tràng màu trắng hợp thành ống, trên có 5 - 6 thùy tròn, mặt ngoài có lông và tuyến. Nhị 5-6, hơi thò ra. Bầu hình nón có lông, dày đặc, vòi ngắn, chia 2; quả hạch hình cầu, có lông hình sao dày đặc, đường kính 2 cm, phía ngoài có đài bao bọc màu vàng.

## Phân bố
Loài cây gỗ này có nguồn gốc ở Ấn Độ, Bangladesh, Campuchia, Lào, Myanmar, Thái Lan, Việt Nam. Hiện nay đã du nhập vào Sri Lanka, Indonesia, Malaysia, Philippines, Trung Mỹ, Venezuela, Angola, Benin, Gambia, Sudan, Togo.
Ở Việt Nam, tếch đã trở thành một loài cây trồng khá phổ biến ở nhiều tỉnh.

## Sinh thái
Cây ưa khí hậu nhiệt đới mưa mùa. Cây chịu lạnh kém. Tếch là loài cây ưa sáng hoàn toàn, cả khi non, tái sinh chồi và hạt đều tốt. Cây chịu được lửa cháy rừng và ít bị sâu bệnh. 
Hoa tháng 5 - 6 hoặc tháng 7 - 8. Mùa quả tháng 11 - 12 hoặc tháng 12 - 1.

## Công dụng

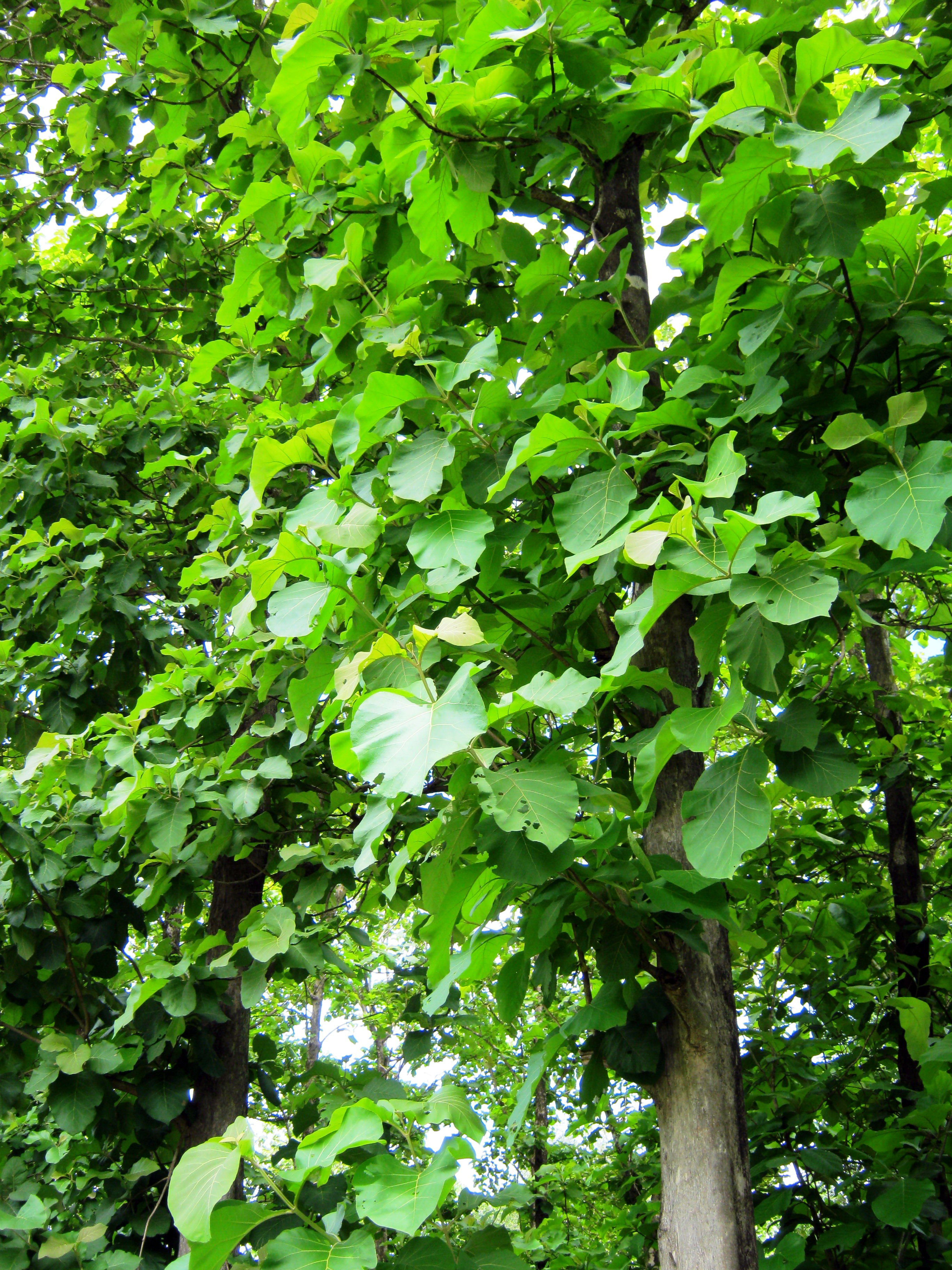
Tếch ở Đồng Nai (Việt Nam)

Gỗ màu vàng sẫm, hay xám hơi nâu. Vòng năm rễ nhận, gỗ muộn mạch thưa, nhỏ hơn gỗ sớm. Tia nhỏ, mật độ thưa. Gỗ nặng trung bình, tỷ trọng 0,7. Lực kéo ngang thớ 32 kg/cm², lực nén dọc thớ 471 kg/cm², oằn 1.253 kg/cm², thớ to nhưng mịn, không cong vênh, nứt nẻ, không bị mối mọt, nấm mộc phá hoại nên dùng đóng bàn ghế, tủ.... Gỗ chịu được nước mặn, nên đóng tàu biển tốt, đóng toa xe, tà vẹt, xẻ ván sàn, gỗ lạng..
Cây tếch thường được trồng bằng phương pháp Stum. Hiện nay ở Đồng Nai có Qui phạm kỹ thuật trồng rừng Tếch, TCN 5-81, 38/QĐ-KT, 12/1/82, Lâm trường La Ngà. Là một Qui phạm khá hoàn chỉnh và được áp dụng rộng rãi ở nhiều nơi.
Cây tếch cũng là cây biểu tượng của người Thái Lan nên họ thường trồng cây này ở trong các khu biệt thự, nhà máy nơi mà người Thái làm chủ.

## Thư viện ảnh

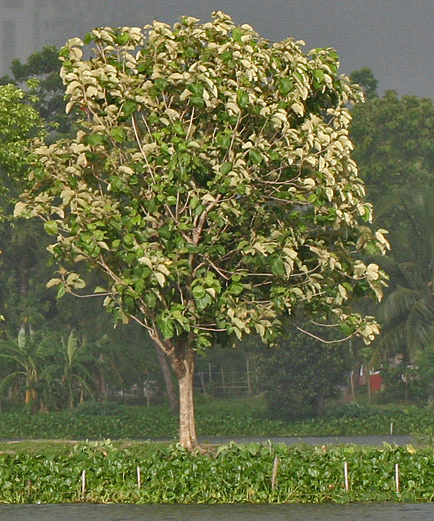
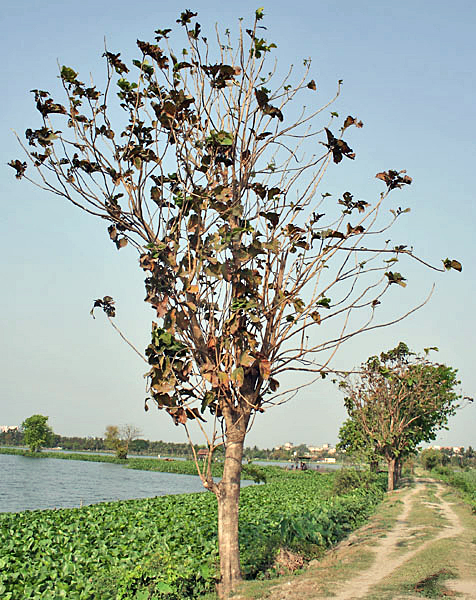
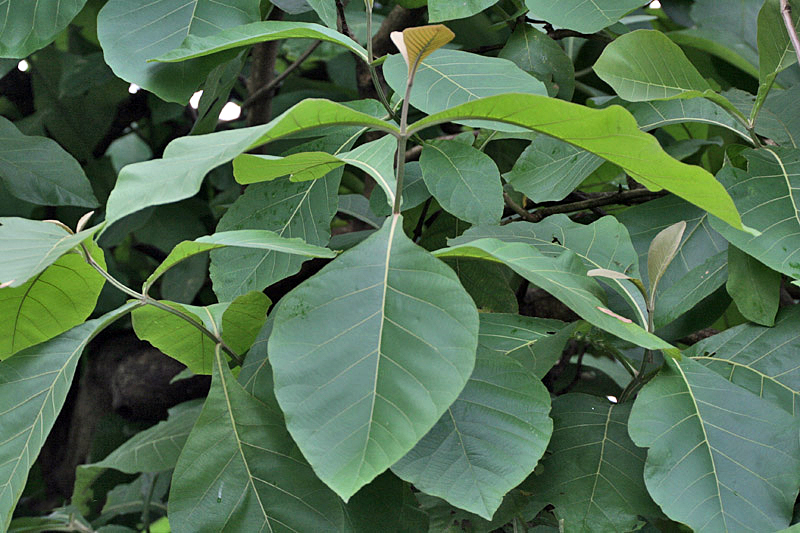
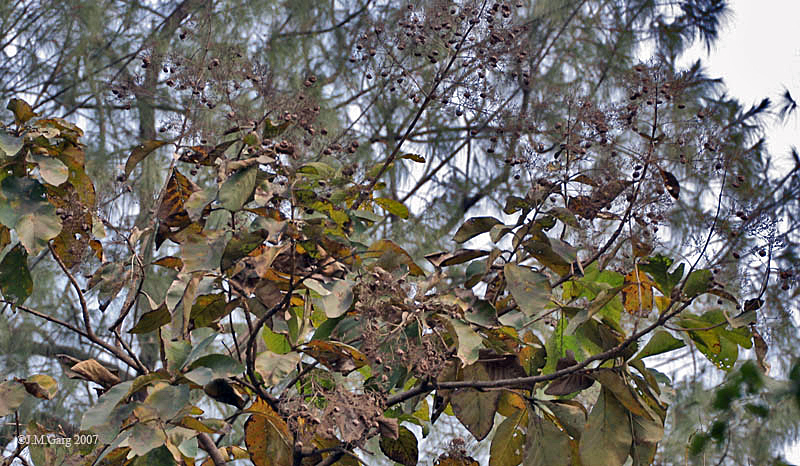
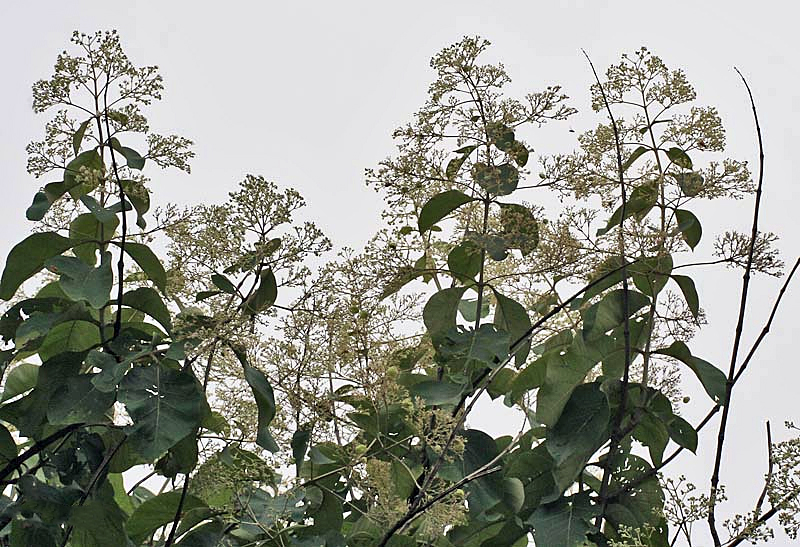
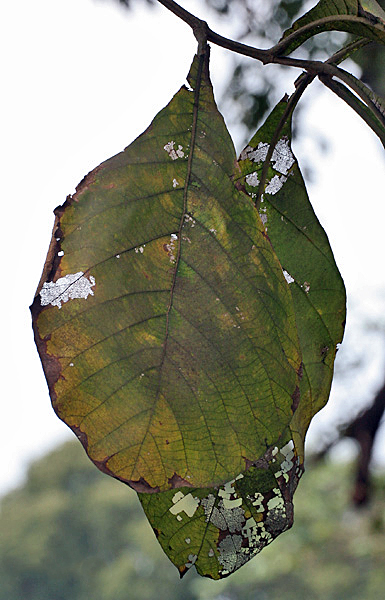
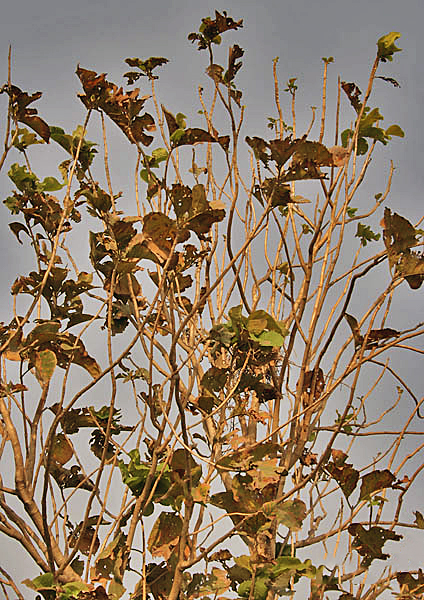
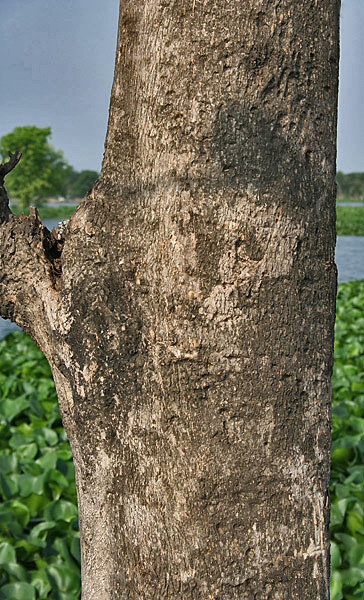